# Biserica „Sfântul Gheorghe” din Ciuciulea
Biserica „Sf. Gheorghe” cu turnul-poartă-clopotniță este o biserică amplasată în Ciuciulea, raionul Glodeni, Republica Moldova. Este un monument arhitectural de importanță națională inclus în Registrul monumentelor Republicii Moldova ocrotite de stat cu nr. 1522 (raionul Glodeni). Datează din 1831.